# Square du Père-Plumier
Le square du Père-Plumier est un espace vert du 14e arrondissement de Paris, en France.

## Situation et accès
Le site est accessible par le 112 et le 142, rue Vercingétorix, par le 2-6 passage de Gergovie, et par l'extrémité ouest de la rue d'Alésia, côté impair, en empruntant l'escalier puis la passerelle au-dessus de la rue.
Il est desservi par la ligne 13 à la station Plaisance.

## Origine du nom
Il honore le père Charles Plumier (1646-1704), un botaniste et voyageur-naturaliste français.

## Historique
Le jardin est créé en 1983. 

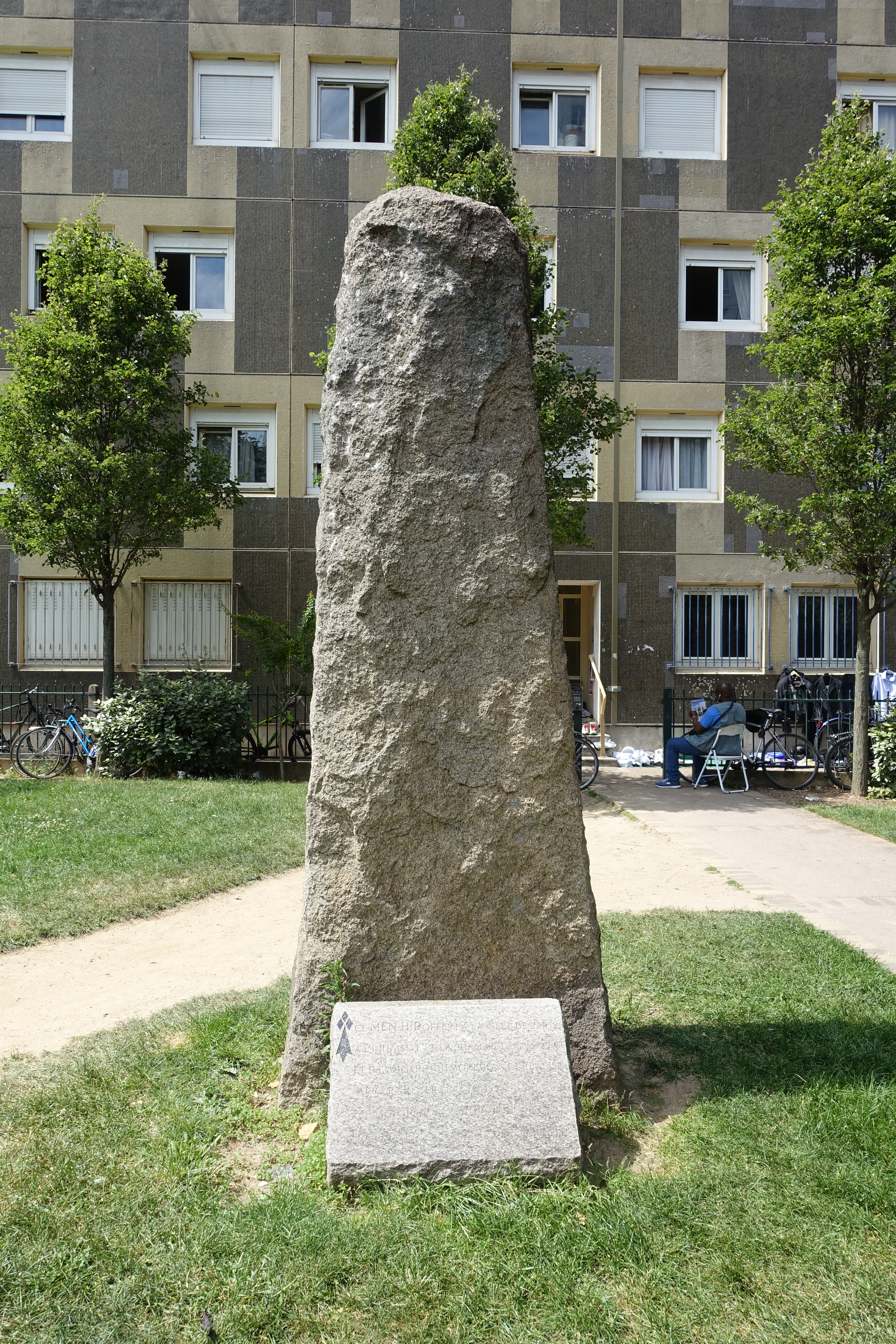
Le Menhir.

Le Menhir taillé dans un bloc de granite gris, érigé en 1983, est l’œuvre de sept granitiers bretons. Offert à la ville de Paris à l'initiative de la CCI du Morbihan, il a été inauguré par le président du Sénat Alain Poher en 1983.